# ギンガネット
株式会社ギンガネット（Ginganet）は、かつて存在した日本の企業。大阪市浪速区に本社を置いていた。
法人向けビデオ会議システム及び個人向けテレビ電話の開発及び販売を行っていた企業である。
株式会社NOVAの関連企業として、同社のお茶の間留学事業のサポートを行っていた。
2001年に経営破綻した第二地方銀行の石川銀行の見せ金増資にも関わった。

## 概要
- 1997年4月創立。
- 2008年2月1日、株式会社ギンガシステムソリューションへ事業譲渡。
- 2008年5月19日、大阪地裁に破産手続開始を申し立て、同日破産手続開始。